# Gosaukamm
Gosaukamm, Gosaugruppe – zachodnia część grupy górskiej Dachstein w Austrii. Najwyższym szczytem pasma jest dwuwierzchołkowy Bischofsmütze (2458 lub 2454 m n.p.m.).
Grzbiet, niemal w całości skalisty i poszarpany, biegnie od Zwieselalm na północnym zachodzie do najwyższych szczytów grupy, górujących nad Hofalm, na południowym wschodzie. Granicę oddzielającą Gosaukamm od właściwego masywu Dachstein wyznacza przełęcz Steiglpass (2018 m n.p.m.).
Szczyty:
| - Große Bischofsmütze (2458 m) - Kleine Bischofsmütze (2430 m) - Großwand (2415 m) - Hohes Großwandeck (2402 m) - Armkarwand (2348 m) - Niederes Großwandeck (2367 m) - Däumling (2322 m) - Sternkogel (2320 m) - Mandlkogel (2273 m) - Wasserkarkogel (2268 m) |  | - Kamplbrunnspitze (2190 m) - Stuhllochspitze (2172 m) - Angerstein (2100 m) - Mosermandl (2088 m) - Großer Donnerkogel (2054 m) - Strichkogel (2036 m) - Leckkogel (2032 m) - Steinriesenkogel (2008 m) - Kleiner Donnerkogel (1920 m) |

Schroniska:
- Gablonzer Hütte (1550 m)
- Hofpürglhütte (1705 m)
- Stuhlalm (1450 m)
- Theodor-Körner-Hütte (1466 m)